# Enchilada
La enchilada è un piatto tipico della tradizione culinaria messicana, composto da una tortilla ripiena, arrotolata su se stessa e condita con salsa chili. Il ripieno della tortilla può essere di vari tipi: carne, formaggio, verdura, fagioli.
Cibo popolare e di strada, è diffuso in tutti i paesi dell'America centrale.